# Бернд Щорк
Бернд Щорк (на немски: Bernd Storck) е германски футболен треньор, треньор на националния отбор на Унгария.

## Кариера

### Кариера като футболист
Щорк прави професионалния си дебют с екипа на Бохум през 1981. Две години по-късно се присъединява към отбора на Борусия Дортмунд, където през 1989 прекратява кариерата си. С Борусия постига и най-големите си успехи като футболист, печелейки Купата на Германия през 1989. В Бундеслигата изграва общо 180 мача, като бележи общо 8 гола.

### Кариера като треньор
След като прекратява активната си кариера се захваща с треньорство. Работи като помощник-треньор в отборите на Херта, Волфсбург, Борусия Дортмунд и Партизан Белград.
Първият отбор, който Щорк ръководи самостоятелно е казахстанския ФК Алмати, през 2008, но след края на сезона клубът банкрутира. Едновременно с отбора на Алмати, Щорк ръководи и младежкият национален отбор на Казахстан, а по-късно същата година поема и представителния тим. В квалификациите за световното първенство през 2010 отборът записва 2 победи над Андора. След слабия старт на европейските квалификации Щорк подава оставка. През 2015 е назначен за треньор на младежкия национален отбор на Унгария, с който успява да достигне 1/8-финалите на световното първенство, отпадайки от Сърбия. На 20 юли същата година поема мъжкият отбор, след като дотогавашният треньор Пал Дардай напуска. Воденият от Щорк отбор се класира за баражите, където печели две победи срещу Норвегия, класирайки Унгария за пръв път на голям турнир след 44 години.